# 既有身體狀況
所謂既有身體狀況（英語：Pre-existing condition），在美國的醫療衛生中表達的是一個人在醫療保險生效之前即已存有的疾病。在2014年之前，如果投保人有這種情況，有些保險單就不會為因此發生的醫療相關費用提供覆蓋。保險業做這種排除的原因是為防止客戶的逆向選擇。自2014年1月1日起，《患者保護與平價醫療法案》（PPACA，或稱ACA）禁止在保單裡面設有這種的條款。
根據凱撒家庭基金會提供的數據，在2016年，65歲以下的美國成年人中有四分之一以上（約5,200萬人）罹患既有身體狀況。

## 定義
匹茲堡大學醫學中心把既有身體狀況描述成"在醫療保險計劃生效之前，即存在的醫療狀況"。美國醫學會會長詹姆士·羅哈克（J. James Rohack）在談話性節目“週日福克斯新聞”中接受採訪時表示，根據保險申請人的既有身體狀況而拒保，就是一種醫療衛生配給的行為。
根據Investopedia的新聞工作者Lisa Smith所說，既有身體狀況可再細分為兩類：
大多數保險公司有兩種定義來表明這種狀況。根據"客觀標準"的定義，既有身體狀況是指患者在申請加入新的醫療保險計劃之前，已經接受過醫師診斷，或者接受治療的任何狀況。在更廣義的"審慎人士"的定義，既有身體狀況是指已經出現症狀，同時審慎人士會自己尋求治療的任何狀況。

至於使用何種定義，通常由州法律規範。10個州未指定使用任何定義，21個州要求使用"謹慎人士"標準，18個州要求使用"客觀"標準。
據凱撒家庭基金會稱，在2016年，65歲以下的美國成年人中有四分之一以上（約5,200萬人）罹患既有身體狀況。

## 現行美國聯邦法規
《PPACA》（Pub.L.111-148）在2010年3月23日經歐巴馬總統簽署成為法律
- 立即改革：自2010年6月21日起生效（法律頒布後90天）
  - 針對有既有身體狀況，且在過去6個月內未有醫療保險覆蓋個人，組成一個國家高風險庫
    - 針對符合標準的人群設定標準費率
    - 老年人保費最高可達年輕人保費的四倍
    - 吸菸者的保費最高可達非吸菸者保費的1.5倍
- 立即改革：2010年9月23日生效（法律頒布後6個月）
  - 擬定團體健康保險計劃和"新"的（非祖父條款）個人醫療保險計劃[8]
    - 禁止對年齡在19歲以下，有既有身體狀況的人拒絕承保
- 改革被推遲4年：自2014年1月1日起生效
  - 個人和團體醫療保險計劃
    - 所有醫療保險計劃均禁止對既有身體狀況拒保
    - 禁止把遭受家庭暴力視為既有身體狀況
    - “新”醫療保險計劃的等待期不得超過90天

  - 根據祖父條款而仍適用的先前成立的醫療保險計劃，必須在2014年1月1日之前把對既有身體狀況而拒保的條款刪除

## 以往規定
根據1945年《麥卡倫-弗格森法案》，在個人保險，還有小型團體保險（公司有2至50名僱員者），因為投保人有既有身體狀況而被排除不保的事項，交由美國各州自行決定，而根據1974年僱員退休所得安全法（ERISA），將機構自辦醫療保險的大型團體醫療保險計劃由從各州法規中豁免。大多數州在1990年代初對小規模（2至50名僱員）的團體醫療保險計劃實施對既有疾病排除的某些限制之後，1996年的《健康保險隱私及責任法案》（或稱《卡斯鮑姆-甘迺迪法案》，HIPAA) ）把對既有疾病排除加上某些限制，擴大到所有團體醫療保險計劃-包括自辦醫療保先的大型團體醫療保險計劃，這些大型計劃為五成由雇主提供醫療保險的人提供覆蓋，但又不受各州保險法規的約束。
個人（非團體）醫療保險計劃
- 最長既有條件的排除期間（因為既有身體狀況而“允許”永久排除不保的各州，用粗體字，再加上星號*註明）
  - 6個月：麻薩諸塞州、俄勒岡州；新墨西哥州*
  - 9個月：華盛頓州；新罕布什爾州*
  - 12個月：加利福尼亞州、愛達荷州、肯塔基州、緬因州、密歇根州、新澤西州、紐約州、佛蒙特州；科羅拉多州*、康乃狄克州*、馬里蘭州*、密西西比州*、蒙大拿州*、北卡羅來納州*，、北達科他州*、俄亥俄州*、賓夕法尼亞州*、羅德島州*、南達科他州*、猶他州*、維吉尼亞州*、西維吉尼亞州*、懷俄明州*
  - 18個月：明尼蘇達州
  - 2年：阿拉巴馬州*、佛羅里達州*、喬治亞州*、伊利諾伊州*、愛荷華州*、堪薩斯州*、南卡羅來納州*、田納西州*、德克薩斯州*、威斯康辛州*
  - 3年：夏威夷州*
  - 10年：印第安納州
  - 不設期限：阿拉斯加州*、亞利桑那州*、阿肯色州*、德拉瓦州*、華盛頓哥倫比亞特區*、路易斯安那州*、密蘇里州*、內布拉斯加州*、內華達州*、俄克拉荷馬州*
  - 撤除永久排除不保的條款
    - 禁止排除不保：加利福尼亞州、愛達荷州、印第安納州、肯塔基州、緬因州、麻薩諸塞州、密歇根州、明尼蘇達州、新澤西州、紐約州、俄勒岡州、佛蒙特州、華盛頓州
    - 允許排除不保*：前述13各州之外的其他37個州和華盛頓哥倫比亞特區
- 針對既有身體狀況的最長回溯期
  - 3個月：新罕布什爾州
  - 6個月：愛達荷州、肯塔基州、麻薩諸塞州、密歇根州、明尼蘇達州、內華達州、新澤西州、新墨西哥州、紐約州、北達科他州、俄亥俄州、俄勒岡州、猶他州、華盛頓州、懷俄明州
  - 12個月：加利福尼亞州、科羅拉多州、康乃狄克州、印第安納州、路易斯安那州、緬因州、馬里蘭州、密西西比州、北卡羅來納州、南達科他州、佛蒙特州、維吉尼亞州
  - 2年：佛羅里達州、伊利諾伊州、西維吉尼亞州
  - 3年：蒙大拿州、羅德島州，
  - 5年：阿拉巴馬州、阿肯色州、德拉瓦州、愛荷華州、賓夕法尼亞州、德克薩斯州
  - 無期限：阿拉斯加、亞利桑那州、哥倫比亞特區、喬治亞州、夏威夷、堪薩斯州、密蘇里州、內布拉斯加州、俄克拉荷馬州、南卡羅來納州、田納西州、威斯康辛州

小型團體（2至50名員工）醫療保險計劃
- 最長既有身體狀況排除期間
  - 0個月：夏威夷州、馬里蘭州、密歇根州
  - 3個月：堪薩斯州
  - 6個月：加利福尼亞州、科羅拉多州、麻薩諸塞州、新澤西州、新墨西哥州、俄勒岡州、羅德島州
  - 9個月：印第安納州，新罕布什爾州，華盛頓州
  - 12個月：前述14各州之外的其他36個州，以及哥倫比亞特區

- 針對既有身體狀況的最長回溯期間
  - 0個月：夏威夷州、馬里蘭州、密歇根州
  - 3個月：新罕布什爾州、堪薩斯州
  - 6個月：前述5個州之外的其他45個州，以及哥倫比亞特區

大型團體（自保）醫療保險計劃
- 最大既有身體狀況排除期間
  - 12個月：50個州，以及哥倫比亞特區
- 針對既有身體狀況的最長回溯期間
  - 6個月：50個州，以及哥倫比亞特區

符合HIPAA資格的個人（已有連續18個月的團體醫療保險計劃，中間間斷不超過63天的個人）不得因為有既有身體狀況而受到拒保。
個人（非團體）醫療保險計劃可把懷孕當作是既有身體狀況，而從妊辰保險中排除。
1978年的《反孕期歧視法》禁止擁有15名或以上僱員的雇主，把懷孕當作是既有身體狀況，而從妊辰保險中排除； 1996年的《HIPAA》把該禁令擴展到所有團體醫療保險計劃。

## 施行與效果
反對因有既有身體狀況而拒保的擁護者認為，他們殘酷的剝奪需要治療者的權利。保險集團州立農業保險公司發言人K.C. Eynatten女士說："我們意識到自己的立場是建立在直覺上，而不是靠生硬的統計數字……我們覺得如果拒絕承保，就成了女人和她的孩子不會離開施虐者的部分原因。這些人擔心日後自己會失去自己的保險。我們才不會這樣做。"加利福尼亞州倡導組織消費者監督者的醫療政策主管傑里·弗拉納根（Jerry Flanagan）表示："保險公司想賺保費，而又不想負擔任何風險"，並且竭盡……"全力去賺錢"。網路保險報價網站InsureMe認為，醫療保險基本上是為了保護人們，不受極高的醫療費用傷害，但商業醫療保險體系並不講公平，業者一直為了拉高收益，而努力規避風險。
一些醫療保險公司的某些做法，例如將家庭暴力當作排除的條件，被工會Service Employees International Union新聞協調員Maria Tchijov ，以及美國衛生及公共服務部（HHS）下屬的農村健康政策辦公室的報告稱為濫用的行為。 
那些捍衛這這種條款的人認為，這樣的做法可把醫療保險的費用降低，而為更多人提供購買保險的機會。《舊金山紀事報》報導說："擁有保險的人的成本因此會上升，因為健康狀況不佳的人原來被排除在覆蓋之外，現在這些人加進來……這些人將獲得他們之前無法獲得的醫療服務。" 懷俄明州的共和黨參議員麥克·恩齊投下贊成票，讓法案通過，允許保險公司把家庭暴力視為一種既有條件，並表示如果給這類人覆蓋會提高保費，而會妨礙其他人購買保險。他指出，"如果沒有保險，國家的任何規定都不重要。"
根據消費者監督者的說法，其他可能包括在既有身體情況條款的項目，有痤瘡、痔瘡、灰指甲、過敏、扁桃體炎、和拇趾滑液囊炎等慢性疾病，警察、特技演員、試飛員、馬戲團表演者、和消防員等危險職業，以及妊辰和/或意圖收養。

## 立法者的評論
彼得·蘇德曼（Peter Suderman）在倡導自由意志主義的理性雜誌的部落格中說，共和黨在2010年9月發布的'對美國的誓言'中指出："所有人都應能夠獲得醫療衛生服務，而不論是現有，或者是過去的病情...我們會立法規定，保險公司對於之前曾有保險覆蓋，但是因為發現有既有的身體狀況，而予以拒保的話，就是非法。" 歐巴馬總統在2010年3月3日的演說中說，因為具有既有身體狀況而被拒保，是一個嚴重的問題，如果不進行重大改革，情況只會變得更糟。歐巴馬在2010年9月對福爾斯徹奇居民的一次訪問中，提到一名罹患眼部疾病的婦女和一名罹患非霍奇金氏淋巴瘤的婦女，他們都是因為這種既有身體狀況排除規則被修改後的受益者。

## 輿論
2009年7月下旬，由《時代雜誌》與Abt Associates共同做的一項民意測驗發現，絕大多數美國人（80％）都贊成保險公司在縱使人們已經罹患既有身體狀況，也該提供醫療保險給他們。
2009年9月，凱撒家庭基金會的月度報告指出：
一項公眾意見最一致，同時是兩黨共同支持的建議，是聯邦政府要求醫療保險公司，對於任何申請醫療保險的人，無論他們是否有既有身體狀況，都應提供覆蓋。總體而言，十分之八的受訪者支持這種提案，共和黨人中贊成的有67%，獨立人士中贊成的有80%，民主黨人中贊成的有 88%。

## 進一步閱讀
- Timm, Jane C. . NBC News. October 23, 2018  [March 8, 2019]. （原始内容存档于2021-01-04）.
- Pear, Robert. . The New York Times. February 6, 2019  [March 8, 2019]. （原始内容存档于2021-02-23）.